# Only (canción de Nicki Minaj)
«Only» es una canción de la rapera trinintense Nicki Minaj, para su álbum de estudio, The Pinkprint. Fue lanzado como tercer sencillo del álbum el día 28 de octubre de 2014 por Young Money Entertainment, Cash Money Records y Republic Records. Cuenta con voz de rap adicional de los Raperos de hip hop Americanos Drake, Lil Wayne y también cuenta con La Colaboración Del Rapero Chris Brown, que canta el estribillo de la canción. Los artistas coescribieron la canción con sus productores Dr. Luke, Cirkut y JMIKE.
Recibió críticas generalmente positivas, que elogiaron la técnica de rap de Minaj y afirmando que ella rapea cualquier terminación, sin embargo algunos críticos sintieron la canción no era su fuerza. Comercialmente, la canción fue un éxito en Estados Unidos; «Only» alcanzó el puesto número 12 en el Billboard Hot 100 y número 1 en el Hot R&B/Hip-Hop Songs, logrando su cuarto número uno en dicho listado siendo de esta manera la única rapera femenina en hacerlo. La canción hasta el momento fue certificada triple platino por la Asociación de industria de grabación de América (RIAA).

## Antecedentes y lanzamiento
Durante una entrevista de Minaj en Capital Xtra today, Minaj dijo que esperaba que Drake estaría participando en su nuevo álbum, continuó diciendo que esa semana se reuniría con el artista en el estudio para crear y obtener algunas cosas nuevas. También dijo "creo que habrá otra colaboración más" sin embargo recalcó que "obviamente, es un secreto!". El día 26 de octubre de 2014, Minaj compartió con sus seguidores a través de Twitter la portada del que sería el tercer sencillo oficial de su álbum discográfico The Pinkprint. La cubierta de la canción era una ilustración donde estaba Minaj con un catsuit de super héroe, Drake como un papa y a Lil Wayne con un traje. "Only" fue lanzado para descarga digital como el tercer sencillo del álbum el 28 de octubre de 2014.
La temática que Minaj utilizó para el sencillo, fue también motivo de polémica pues muchas personas aseguraban que tenía múltiples referencias nazi, sin embargo la rapera tomó cartas en el asunto tras de que tomara toda la responsabilidad y declarara que "No vine con el concepto, pero lo siento mucho y asumo la responsabilidad completa si esto ofendió a alguien. Yo nunca apruebo el nazismo en mi arte". Sin embargo, Minaj no removió el vídeo lírico motivo de la polémica de las redes sociales.

## Recepción

### Recepción Crítica

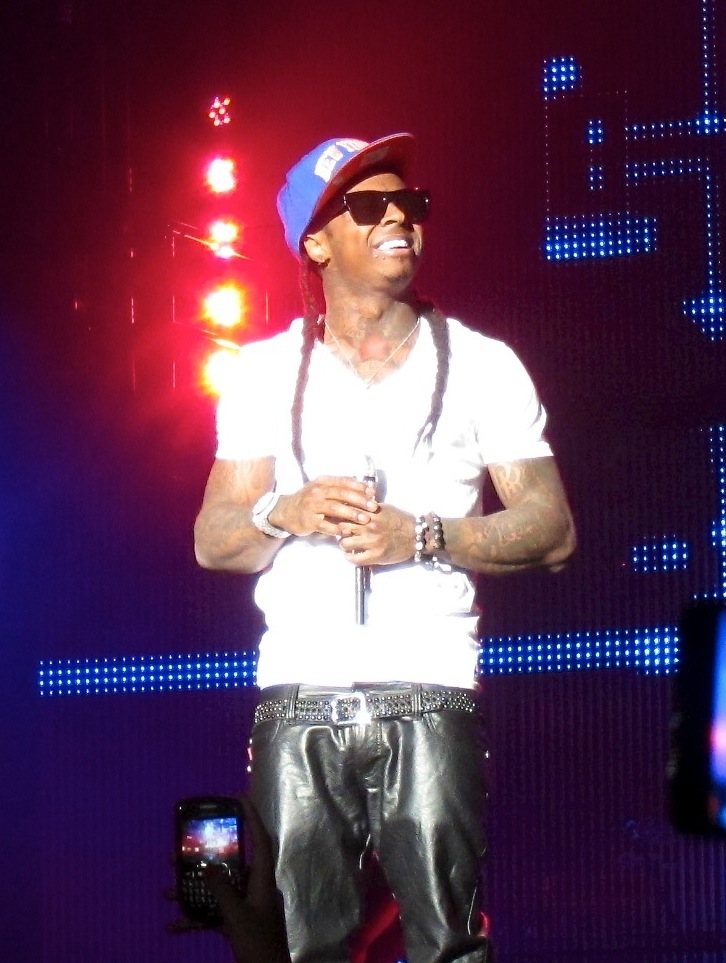
El verso de Lil Wayne recibió buenas críticas.

"Only" recibió críticas generalmente positivas. Carolyn Menyes de Music Times dio a la canción una revisión positiva, diciendo que "con un fresco sentido de confianza y rimas se jactan de su propia sexual y rapeando proezas, Minaj está tomando las riendas, llevando a los versos de rap igualmente vulgar y explosivo que Drake y Wayne". Brennan Carley de Spin dijo "es Nicki en su rap más sucios y más inteligente, con metáforas que volarían sobre cabezas de otros raperos, manteniendo siempre el brillo de un cómplice guiño en su ojo." Raymer Miles de Entertainment Weekly elogió rap de Minaj y la llamó la mejor parte de la canción.
Chris Coplan de Consequence of Sound dijo que aunque no fue el esfuerzo más fuerte de los tres, la canción era "una gran exhibición de cómo sus personalidades separadas y distintas aún pueden jugar de uno a otro muy bien". Drew Millard de Noisey elogió versos de Lil Wayne y dijo "Minaj continúa rap vueltas alrededor de la competición y no hay ningún indicio de que va a cambiar en cualquier momento pronto". Matthew Trammell de Fader la dio a la canción una revisión negativa, diciendo que Minaj ofrece "líneas de sueño" y sale "un poco desesperada".

### Recepción Comercial
"Only" debutó en la posición 54 del Billboard Hot 100, donde alcanzó su máxima posición en el puesto 14 del listado. También logró la primera posición en el Hot R&B/Hip-Hop Songs y el Hot Rap Songs de Billboard. La canción fue certificada 3× Platino en Estados Unidos convirtiéndose en el sencillo más vendido del álbum The Pinkprint en Estados Unidos. Para enero de 2015 el sencillo ya había vendido 1 500 000 copias.
El vídeo llegó al Top 5 en Taiwán y en Canadá. Para el 2016, el vídeo musical ya había superado los 200 millones de visualizaciones en VEVO. La canción recibió un premio BET Awards en el 2015 por Elección del público, también recibió una nominación a los Premios Grammy 2016 en la categoría Mejor Interpretación Rap.

## Premios y nominaciones
| Año  | Premiación           | Categoría                       | Resultado |
| ---- | -------------------- | ------------------------------- | --------- |
| 2015 | BET Awards           | Decisión del público            | Ganador   |
| 2015 | VEVO Certified       | 100 millones de visualizaciones | Ganador   |
| 2016 | Premios Grammy       | Mejor Interpretación Rap        | Nominado  |
| 2016 | Music Society Awards | Grabación Hip-Hop del Año       | Nominado  |

## Posicionamiento en listas y certificaciones
| País              | Lista                          | Mejor posición |         |
| 2014-15           | 2014-15                        | 2014-15        | 2014-15 |
| ----------------- | ------------------------------ | -------------- | ------- |
| Australia         | ARIA Singles Chart             | 62             |         |
| Australia         | Urban Singles Chart            | 9              |         |
| Bélgica (Flandes) | Ultratop Urban                 | 14             |         |
| Bélgica (Flandes) | Ultratip Bubbling Under        | 39             |         |
| Bélgica (Valonia) | Ultratip Bubbling Under        | 34             |         |
| Canadá            | Canadian Hot 100               | 20             |         |
| Canadá            | Canadian Digital Songs         | 31             |         |
| Canadá            | Muchmusic Top 30               | 4              |         |
| Escocia           | Scottish Singles Chart Top 100 | 36             |         |
| Estados Unidos    | Hot Digital Songs              | 17             |         |
| Estados Unidos    | Billboard Hot 100              | 12             |         |
| Estados Unidos    | R&B/Hip-Hop Airplay            | 2              |         |
| Estados Unidos    | R&B/Hip-Hop Digital Songs      | 1              |         |
| Estados Unidos    | Hot R&B/Hip-Hop Songs          | 1              |         |
| Estados Unidos    | Hot Rap Songs                  | 1              |         |
| Estados Unidos    | Rap Streaming Songs            | 1              |         |
| Estados Unidos    | Radio Songs                    | 27             |         |
| Estados Unidos    | Rhythmic Songs                 | 6              |         |
| Europa            | European Hot 100               | 4              |         |
| Europa            | World RnB Top 30 Singles       | 11             |         |
| Francia           | SNEP Singles Chart             | 102            |         |
| Reino Unido       | Official Charts Company        | 35             |         |
| Reino Unido       | R&B Singles Chart Top 40       | 4              |         |
| Reino Unido       | MTV Urban Chart Top 20         | 1              |         |

| País                                                       | Organismo certificador | Certificación | Ventas    | Ref.   |
| ---------------------------------------------------------- | ---------------------- | ------------- | --------- | ------ |
| Estados Unidos                                             | RIAA                   | 3× Platino ±  | 3 200 000 | [ 31 ] |
| (±) significa que la certificación puede incluir streaming |                        |               |           |        |